# Florian Weber (Rockmusiker)

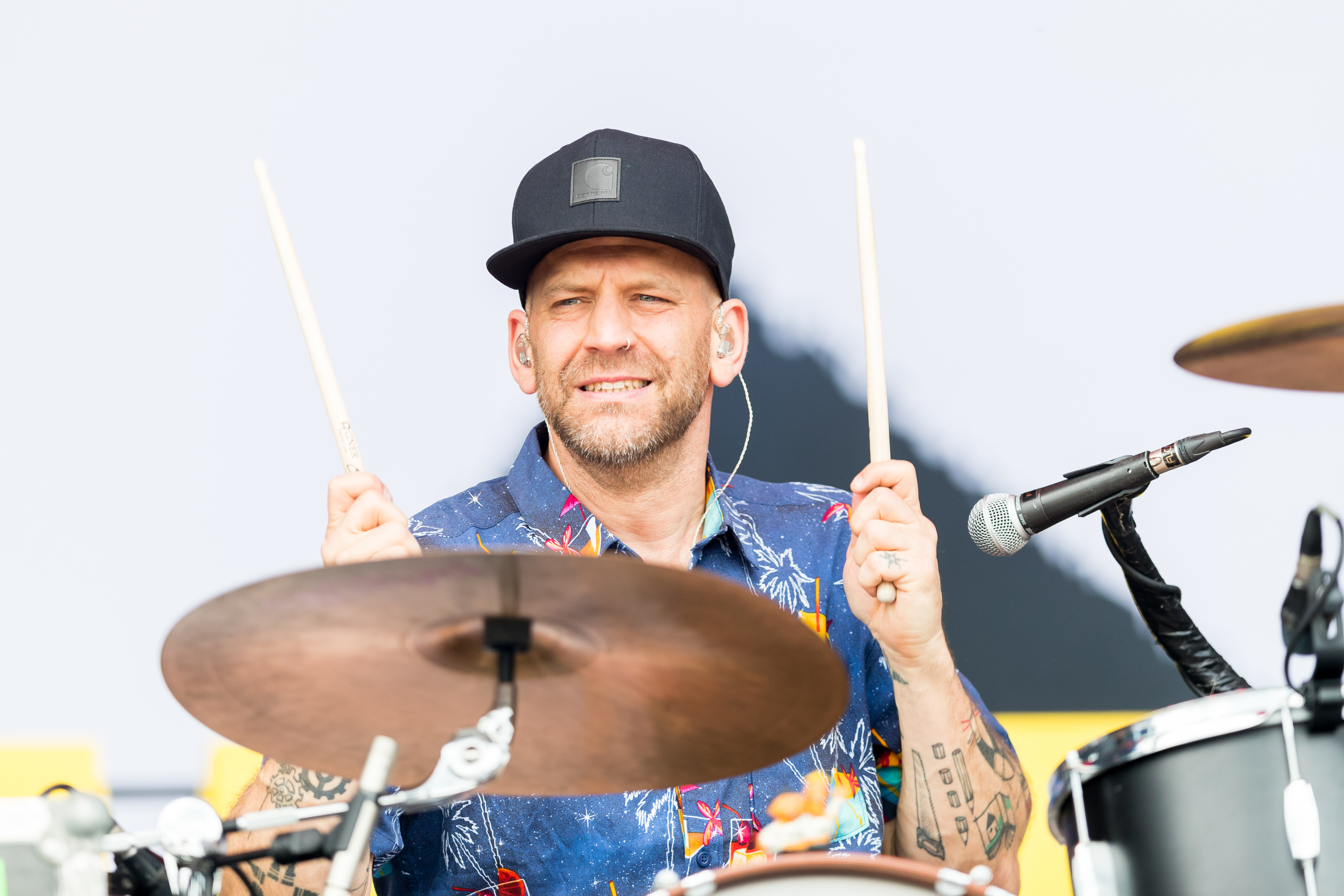
Florian Weber bei Rock am Ring 2022

Florian „Flo“ Weber (* 28. Mai 1974 in Schrobenhausen) ist ein deutscher Schlagzeuger und Mitglied der Rockband Sportfreunde Stiller. Er ist freier Künstler, Diplomsportwissenschaftler und Autor von drei Romanen.

## Musik
Er ist Schlagzeuger der Band Sportfreunde Stiller, gegründet mit Peter Brugger 1996, u. a. erfolgreich mit Liedern aus eigener Feder wie ’54, ’74, ’90, 2006, ApplausApplaus oder Lass mich nie mehr los. 2006 spielte er mit Bastian Schweinsteiger am Schlagzeug vor dem Brandenburger Tor beim Empfang der Nationalmannschaft, um den dritten Platz zu feiern.
Bei den Liedern Es muss was Wunderbares sein (von mir geliebt zu werden) und Lumpi wechselt er vom Schlagzeug ans Mikrofon.
Bei den Bolzplatz Heroes (Hardcore) war er Sänger und Gitarrist. Die Band existierte von 2003 bis 2006. Mitglieder waren: sein Bruder Jörg Weber (studierter Jazz-Saxophonist/Arrangeur/Dozent Musikhochschule), Schwippschwager Markus Schäfer (Cosmic Casino und Instrument) und Martin „Mäcki“ Messerschmidt (Schlagzeuger von The Notwist und Schweisser).

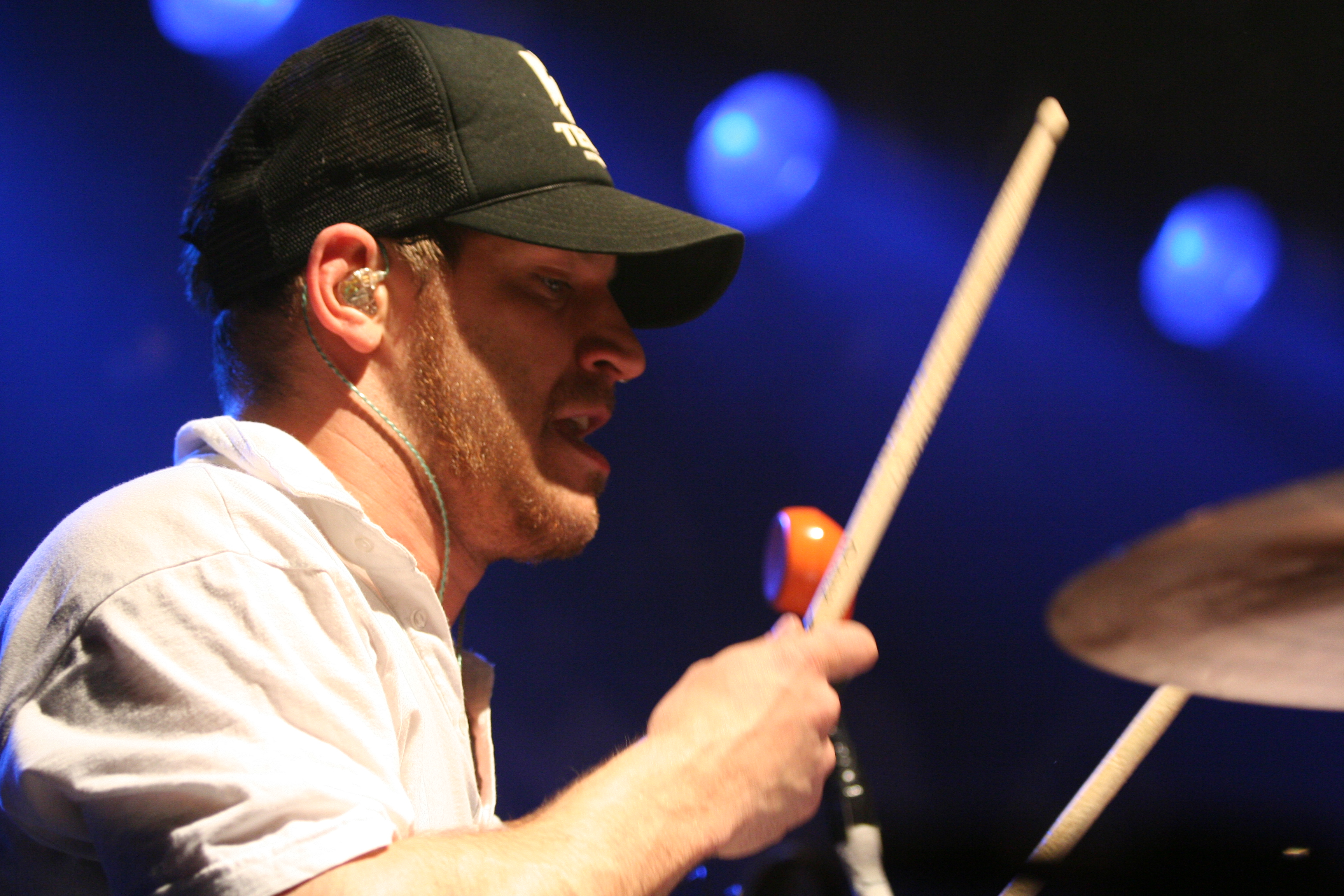
Florian Weber 2008 bei einem Konzert in Schrobenhausen

2012 war Weber Tourschlagzeuger bei Fiva & das Phantomorchester, gemeinsam mit seinem Sportfreunde-Bandkollegen Rüdiger Linhof.
Bei der Frankfurter Band Harmful saß er für die Platte Sick and Tired of Being Sick and Tired 2013 am Schlagzeug, ebenso bei der anschließenden Tour.
2018 gründete er mit Aren Emirze das Noise-Rock-Duo Taskete!, bei Millaphon Records erschien das Album. Es folgten an die 50 Konzerte.
Im Jahre 2020 rief er das Hip-Hop-Soloprojekt MS Flinte ins Leben. Das digitale Album Tiere kommen! erschien im selben Jahr. Dieses wurde aufgenommen, mitgestaltet und produziert von seinem Bruder Jörg, mit dem er schon bei Bolzplatz Heroes und Sportfreunde Stiller zusammen musizierte. Es entstanden vier Videos in Eigenregie.
Von 2010 bis 2019 moderierte er einmal im Monat eine zweistündige Radioshow Die Sportflo DJ Show bei Puls/BR (zuvor on3/BR).
Gemeinsam mit Markus Schäfer tritt er als DJ-Duo Seattle Sound System auf.

## Sport
In einer sportaffinen Familie aufgewachsen, trieb es ihn nach Erfolgen in Turnen, Schwimmen (Oberbayerischer Meister 1983), Basketball (Dritter bayerischer Meister 1987, C-Jugend) und Fußball (1996 Deutscher Vizehochschulmeister mit der TU München, Probetraining bei FC Bayern 1991) zum Studium der Sportwissenschaft, das er 2001 an der Technischen Universität München im Bereich Prävention/Rehabilitation erfolgreich abschloss.

## Autor
2006 veröffentlichte Weber seinen ersten Roman You´ll never walk alone beim Rowohlt Verlag als Autor und Illustrator mit einer anschließenden Lesereise, u. a. mit Sportfreunde Stiller.
2007 kreiert er das Tourbuch Tourbo-ok der Sportfreunde Stiller. Ein Buch mit Fotos und Texten zur Tour LaBum.
2012 erschien der zweite Roman Grimms Erben beim Verlag Walde und Graf. Der Roman fand Beachtung in der TV-Sendung Druckfrisch von Literaturkritiker Denis Scheck, dessen Urteil lautete: „Florian Weber hat eine wilde, durch die Jahrhunderte hüpfende, die tollsten Motive, Farben, Orte und Gerüche versammelnde Collage geschrieben, die ein großer Erzählspaß ist. Die Chilischote im faden Einheitsbrei der deutschen Literatur!“
Im März 2022 erschien sein dritter Roman Die wundersame Ästhetik der Schonhaltung beim Ertrinken beim HeyneHardcore Verlag.
Er schrieb diverse Veröffentlichungen/Essays in Magazinen, u. a. Nido, InMünchen, Abendzeitung München/Sportteil, WASD, Bookazine etc.

## Kunst
Florian Weber präsentierte 2013 in seiner Ausstellung „Liederschau“ Bilder/Collagen/Interpretationen auf Leinwand und Gegenständen zu/mit Liedtexten der Sportfreunde-CD New York, Rio, Rosenheim in der Millerntor Gallery Hamburg, im Ramones Museum in Berlin, in der TrukTschechtarow Galerie in München und im ScharfrichterHaus Passau.
Seine Ausstellung „Hirrnwirrn“ war 2018 in der Produzentengalerie Passau und in der TrukTschechtarow Galerie München zu sehen.
2019 war er Teil der Gruppenausstellung „Reflexionsdefizite? – humoristische Bilder und Zeichnungen aus der Meinungsdiktatur in der TrukTschechtarow Galerie München“.